# Асеитунас (Порторико)
Асеитунас (шп. Aceitunas) град је у америчкој острвској територији Порторико, острвској држави Кариба.

## Демографија
По попису из 2010. године број становника је 1.436, што је 252 (-14,9%) становника мање него 2000. године.
| Група             | 2000.         | 2010.         |
| Белци             | 1 (0,1%)      | 4 (0,3%)      |
| Афроамериканци    | 108 (6,4%)    | 184 (12,8%)   |
| Азијати           | 0 (0,0%)      | 3 (0,2%)      |
| Хиспаноамериканци | 1.687 (99,9%) | 1.431 (99,7%) |
| Укупно            | 1.688         | 1.436         |